# Toleranz (Chemie)
Toleranz ist bei der Rohstoffprüfung, der In-Prozess-Kontrolle und bei der analytischen Freigabe von produzierten Chemikalien (Reinstoffe oder Stoffgemische) in der chemischen Industrie die Differenz zwischen einem zulässigen Höchstwert und einem Mindestwert für ein quantifiziertes Prüfkriterium, und eine festgelegte Prüfmethode. Die Ist-Werte (tatsächlich gemessene Werte) für dieses Prüfkriterium dürfen dabei zwischen dem Höchstwert und dem Mindestwert liegen, wobei die Höchst- und Mindestwert eingeschlossen sein können oder nicht, je nach Definition. Wenn beispielsweise die Toleranz ≥ 99,0 % Gehalt bis ≤ 101,0 % Gehalt beträgt sind die Höchst- und Mindestwert eingeschlossen. Wenn aber die Toleranz  > 99,0 % Gehalt bis < 101,0 % Gehalt beträgt, sind Höchst- und Mindestwert nicht eingeschlossen.
Daneben gibt es in der Chemie auch einseitig „offene“ Toleranzbereiche. Dann ist beispielsweise festgelegt, dass die Reinheit eines Stoffes mindestens 97 % (≥ 97 %) oder über 97 % (> 97 %) betragen muss. Analog kann beispielsweise festgelegt sein, dass der Schmelzpunkt eines Feststoffs mindestens 154 °C (≥ 154 °C) beträgt oder der Aschegehalt unter 0,10 % (< 0,10 %) liegt.
Die Einhaltung der Toleranz (SOLL-Werte) ist ein Kriterium dafür, dass ein Prozess unter beherrschten Bedingungen abläuft. Für viele Chemikalien ist die Einhaltung der Toleranz für die festgelegten Prüfkriterien ein zwischen Hersteller und Kunde  vertraglich vereinbarter Qualitätsnachweis. Die Prüfkriterien können sehr viele physikalisch-chemische oder auch mikrobiologische und andere Prüfkriterien umfassen, beispielsweise die Viskosität, den Brechungsindex, den Siedeverlauf, die Kältefestigkeit, die Dichte, den Aschegehalt, den Stickstoffgehalt, den pH-Wert, die Feuchtigkeit usw.
Für viele Arzneistoffe und pharmazeutische Hilfsstoffe sind zulässige Toleranzen für quantifizierbare Prüfkriterien in Arzneibüchern verbindlich vorgeschrieben, die Prüfmethode für jedes Prüfkriterium ist dort ebenfalls detailliert angegeben. Arzneimittelhersteller (pharmazeutische Industrie, Apotheken) dürfen nur den vorgeschriebenen Spezifikationen entsprechende Stoffe verwenden. Beispiel für eine Toleranzforderung an den Arzneistoff Nicotinamid aus dem Europäischen Arzneibuch: „Nicotinamid enthält mindestens 99,0 und höchstens 101,0 Prozent 3-Pyridincarboxamid, berechnet auf die getrocknete Substanz.“